# Talal Haji
Talal Abubakr Abdullah Haji (tiếng Ả Rập: طلال أبوبكر عبدالله حاجي; sinh ngày 16 tháng 9 năm 2007 tại Jeddah, Ả Rập Xê Út) là một cầu thủ bóng đá người Ả Rập Xê Út chơi ở vị trí tiền đạo cho câu lạc bộ Al-Ittihad tại Giải bóng đá chuyên nghiệp Ả Rập Xê Út và đội tuyển bóng đá quốc gia Ả Rập Xê Út.

## Sự nghiệp câu lạc bộ
Vào tháng 9 năm 2023, Talal Haji có mặt trong danh sách thi đấu chính thức của câu lạc bộ Al-Ittihad để đối đầu với Al-Okhdood, trong bối cảnh đội bóng này thiếu vắng chân sút chủ lực Abderrazak Hamdallah. Cậu có trận đấu ra mắt vào ngày 21 tháng 9 năm 2023, khi vào sân từ băng ghế dự bị để thay thế vị trí của Romarinho trong chiến thắng 2–1 của Al-Ittihad trước Al Fateh. Cậu chính thức phá vỡ kỷ lục của Abbas Al-Hassan để trở thành cầu thủ trẻ nhất khi ra sân thi đấu trong lịch sử Giải bóng đá chuyên nghiệp Ả Rập Xê Út khi mới 16 tuổi và 5 ngày.

## Sự nghiệp quốc tế
Talal Haji được triệu tập lên đội tuyển U-17 Ả Rập Xê Út tham dự Cúp bóng đá U-17 các quốc gia Ả Rập 2022 diễn ra trên đất Algérie. Tại giải đấu này, cậu đã lập hai cú hat-trick liên tiếp trong hai trận đấu gặp Liban và Iraq, tuy nhiên, cũng chính cậu trở thành "tội đồ" khi sút hỏng quả phạt đền trong loạt sút luân lưu, khiến Ả Rập Xê Út nhận thất bại chung cuộc 5–4 trước đội tuyển sau đó đã lên ngôi vô địch, Algérie. Tại giải đấu này, cậu được vinh danh là Vua phá lưới với 7 bàn thắng.
Năm 2023, cậu được triệu tập lên đội tuyển U-17 Ả Rập Xê Út tham dự Cúp bóng đá U-17 châu Á 2023 diễn ra trên đất Thái Lan. Tại giải đấu này, cậu được vinh danh là Cầu thủ xuất sắc nhất trận đấu khi lập một cú đúp trong chiến thắng 2–0 trước U-17 Tajikistan.
Vào tháng 1 năm 2024, cậu được triệu tập lên đội tuyển Ả Rập Xê Út tham dự Cúp bóng đá châu Á 2023 tại Qatar, trong bối cảnh có sáu cầu thủ của đội bóng này bị huấn luyện viên trưởng Roberto Mancini tố nổi loạn, chống đối và từ chối khoác áo đội tuyển quốc gia, trở thành cầu thủ trẻ nhất trong lịch sử tham dự giải đấu khi chỉ mới 16 tuổi và 118 ngày. Cậu có trận đấu ra mắt đội tuyển quốc gia trong trận đấu thuộc lượt trận cuối vòng bảng gặp đội tuyển Thái Lan, và được Liên đoàn bóng đá châu Á công nhận là cầu thủ trẻ nhất từng ra sân thi đấu trong lịch sử Cúp bóng đá châu Á với 16 tuổi và 131 ngày.

## Thống kê sự nghiệp

### Câu lạc bộ
Tính đến 27 tháng 9 năm 2023
| Câu lạc bộ                                   | Mùa giải                                     | Giải đấu                                     | Giải đấu    | Giải đấu     | Cúp quốc gia | Cúp quốc gia | Giải lục địa | Giải lục địa | Khác        | Khác         | Tổng số trận và số bàn thắng | Tổng số trận và số bàn thắng |
| Câu lạc bộ                                   | Mùa giải                                     | Hạng đấu                                     | Số trận đấu | Số bàn thắng | Số trận đấu  | Số bàn thắng | Số trận đấu  | Số bàn thắng | Số trận đấu | Số bàn thắng | Số trận đấu                  | Số bàn thắng                 |
| -------------------------------------------- | -------------------------------------------- | -------------------------------------------- | ----------- | ------------ | ------------ | ------------ | ------------ | ------------ | ----------- | ------------ | ---------------------------- | ---------------------------- |
| Al-Ittihad                                   | 2023–24                                      | Giải bóng đá chuyên nghiệp Ả Rập Xê Út       | 9           | 2            | 1            | 0            | 1            | 0            | 0           | 0            | 11                           | 2                            |
| Tổng số trận và số bàn thắng trong sự nghiệp | Tổng số trận và số bàn thắng trong sự nghiệp | Tổng số trận và số bàn thắng trong sự nghiệp | 9           | 2            | 1            | 0            | 1            | 0            | 0           | 0            | 11                           | 2                            |